# Macaranga cupularis
Macaranga cupularis är en törelväxtart som beskrevs av Johannes Müller Argoviensis. Macaranga cupularis ingår i släktet Macaranga och familjen törelväxter.
Artens utbredningsområde är Madagaskar. Inga underarter finns listade i Catalogue of Life.